# Aline Hoffmann-Rossier
Aline Hoffmann-Rossier (* 15. März 1856 in Amiens (Somme); † 10. November 1920 in Genf; heimatberechtigt ebenda) war eine Schweizer Schriftstellerin aus dem Kanton Genf.

## Leben
Aline Rossier war eine Tochter von Louis Rossier, Pfarrer, und Anne de Visme. Sie heiratete den Pfarrer Adolf Hoffmann. Sie wuchs in Lucens auf und besuchte ein Institut in Winterthur. Ab 1882 führte Hoffmann ein Mädchenpensionat in Genf. Sie war literarisch tätig. Ab 1903 publizierte Hoffmann Erzählungen, häufig unter dem Namen Frau Adolf Hoffmann. Sie war vor allem für ihre Anweisungsbücher für junge Frauen bekannt. Im Jahr 1907 war sie Mitbegründerin und bis 1919 erste Präsidentin der Association genevoise pour le suffrage féminin. Sie arbeitete in der Sittlichkeitsbewegung und in der Ligue de Femmes suisses contre l'Alcoolisme mit. Hoffmann-Rossier verfolgte ein pazifistisches Engagement im Frauenweltbund zur Förderung internationaler Eintracht.

## Werke (Auswahl)
- Näher zum Ideal!: Ein Mädchenbuch, auch den Eltern dargeboten. Agentur des Rauhen Hauses, Hamburg 1907.
- Dein Glück!: Ein Buch für die Familie. 3. Auflage. Buchhandlung der Evangelischen Gesellschaft, St. Gallen 1928. (Erstausgabe 1917)
- Um der Liebe willen: Erzählungen aus dem Leben. Neudruck der 2. Auflage. W. Loepthien, Meiringen 1950. (Erstausgabe 1920)